# Ур-Лама
Ур-Лама — правитель (энси) шумерского государства Лагаш в XXI веке до н. э. (II династия). Предположительно, он находился у власти в период с ок. 2063 по ок. 2057 гг. до н. э. В конце правления Шульги, он держал под контролем самые большие хозяйства города. В ходе беспорядков после смерти царя и воцарения его наследника Амар-Суэна, Ур-Лама с семьёй был отстранён от должностей, его имущество было конфисковано. 
| II династия Лагаша     |                                       |             |
| Предшественник: Лукани | правитель Лагаша ок. XXI век до н. э. | Преемник: ? |